# Heinz Jost
Heinz Jost (Heinrich Maria Karl Jost)(9. juli 1904 i Holzhausen - 12 november 1964 i Bensheim) var en tysk promoveret jurist og SS-general. Han var blandt andet aktiv i Reichssicherheitshauptamt (RSHA), Det Tredje Riges sikkerhedsministerium. Fra marts til september 1942 var han befalingshavende for Einsatzgruppe A, en mobil indsatsgruppe der opererede i Baltikum. Jost opnåede tjenstegraden Brigadeführer i 1939.

## Biografi

### retssagen
Jost blev arresteret i Gardelegen i april 1945. Ved Einsatzgruppenretssagen 1947-1948 forklarede Jost, at han ikke huskede nogen massehenrettelser i sin tid som chef for Einsatzgruppe A. Beviserne talte imidlertid imod ham, og retten konkluderede, at han kom med udflugter. Den 15. juni 1942 skrev en af Josts underordnede et brev til RSHA og anmodede om en gasvogn til Vitruthenien. Jost benægtede kendskab til dette brev, men retten fandt det urimeligt, at Jost ikke havde kendt til køb af dette temmelig usædvanlige køretøj. Jost blev også tiltalt for at have tildelt chefen for den tyske arbejdsindsats, Gauleiter Fritz Sauckel, titusinder af tvangsarbejdere. Jost blev den 10. april 1948 dømt til livsvarigt fængsel for krigsforbrydelser og forbrydelser mod menneskeheden. Dommen blev i 1951 ændret til 10 års fængsel, men hans blev frigivet i december samme år. Derefter arbejdede han som ejendomsmægler i Düsseldorf.

## Forfremmelseshistorie i SS
Heinz Josts forfremmelseshistorie
- Sturmbannführer: 28. juli 1934
- Obersturmbannführer: 20. april 1935
- Standartenführer: 20. april 1936
- Oberführer: 20. april 1937
- Brigadeführer und Generalmajor der Polizei: 20. april 1939

### Trykte kilder
- Ailsby, Christopher (2008). SS: Tredje rikets bödlar. Hitlers krigare; 10. Hallstavik: Svenskt Militärhistoriskt Bibliotek. ISBN 978-91-85789-08-5.
- Doerries, Reinhard R. (2009). Hitler's Intelligence Chief: Walter Schellenberg (engelsk) (1 udgave). New York: Enigma Books. ISBN 978-1-929631-77-3.
- Earl, Hilary Camille (2009). The Nuremberg SS-Einsatzgruppen Trial, 1945–1958: Atrocity, Law, and History (engelsk). Cambridge: Cambridge University Press. ISBN 978-0-521-45608-1.Libris 11482322
- Gerwarth, Robert (2011). Hitler's Hangman: The Life of Heydrich (engelsk). New Haven, Connecticut: Yale University Press. ISBN 978-0-300-11575-8.
- Hochschild, Adam (2016). Spain in Our Hearts: Americans in the Spanish Civil War, 1936–1939 (engelsk). ISBN 9780547973180.
- Ingrao, Christian (2013). Believe and Destroy: The Intellectuals in the SS War Machine (engelsk). Oxford: Polity Press. ISBN 978-0-7456-6026-4.
- Kay, Alex J. (2016). The Making of an SS Killer: The Life of Colonel Alfred Filbert 1905–1990 (engelsk). Cambridge: Cambridge University Press. ISBN 978-1-10714-634-1.
- Keller, Gerhard (2015). Die Schuld der Deutschen: Die von bestimmten staatstragenden Parteien vorgetäuschte deutsche Vergangenheitsbewältigung (tysk). Norderstedt: Books on Demand GmbH. ISBN 978-3-7347-3526-4.
- Klee, Ernst (2007). Das Personenlexikon zum Dritten Reich (tysk) (2 udgave). Frankfurt am Main: Fischer Taschenbuch Verlag. ISBN 978-3-596-16048-8.
- Longerich, Peter (2009). Heinrich Himmler: en biografi. Stockholm: Norstedts. ISBN 978-91-1-302379-3.
- Mallmann, Klaus-Michael; Böhler, Jochen; Matthäus, Jürgen (2008). Einsatzgruppen in Polen: Darstellung und Dokumentation (tysk). Stuttgart: Wissenschaftliche Buchgesellschaft. ISBN 978-3-534-21353-5.
- Preston, Paul (2012). The Spanish Holocaust: Inquisition and Extermination in Twentieth-Century Spain (engelsk). New York: W.W. Norton & Co. ISBN 978-0-393-34591-9.
- Rhodes, Richard (2002). Masters of Death: The SS-Einsatzgruppen and the Invention of the Holocaust (engelsk) (1 udgave). New York: Alfred A. Knopf. ISBN 0-375-40900-9.
- Schulz, Andreas; Wegmann, Günter; Zinke, Dieter (2005). Die Generale der Waffen-SS und der Polizei 1933-1945. Band 2: Hachtel – Kutschera (tysk). Bissendorf: Biblio Verlag. ISBN 3-7648-2592-8.
- Trials of War Criminals before the Nuernberg Military Tribunals under Control Council Law No. 10. Nuernberg October 1946 – April 1949, vol. IV, 1949-1953
- Wildt, Michael (2002). Generation des Unbedingten: Das Führungskorps des Reichssicherheitshauptamtes (tysk). Hamburg: Hamburger Edition. ISBN 3-930908-75-1.
- Williamson, Gordon (1995) [1994]. The SS: Hitler's Instrument of Terror (engelsk). London: Sidgwick & Jackson. ISBN 0-283-06280-0.
- Wires, Richard (1999). The Cicero Spy Affair: German Access to British Secrets in World War II. Perspectives on intelligence history, 1525-9544 (engelsk). Westport, Connecticut: Praeger. ISBN 0-275-96456-6.